# Plectorrhiza
Plectorrhiza é um género botânico pertencente à família das orquídeas (Orchidaceae).